# Núi Cấm (xã)
Núi Cấm là một xã thuộc tỉnh An Giang, Việt Nam.

## Lịch sử
Trước đây, địa bàn xã An Hảo tương ứng với các làng Tà Đảnh, Trác Quan thuộc tổng Thành Ý, quận Tri Tôn, tỉnh Châu Đốc.
Xã An Hảo được thành lập vào ngày 20/6/1960 trên cơ sở sáp nhập 2 xã Tà Đảnh, Trác Quan. Xã  An Hảo thuộc quận Tri Tôn, tỉnh An Giang (sau thuộc Châu Đốc vừa tái lập).
Năm 1977, sáp nhập 2 huyện Tịnh Biên, Tri Tôn thuộc huyện Bảy Núi. Xã An Hảo bị giải thể và chia lại thành 2 xã như cũ. Xã Trác Quan thuộc huyện Bảy Núi.
Ngày 25 tháng 4 năm 1979, Hội đồng bộ trưởng ban hành quyết định 181-CP. Theo đó, đổi tên xã Trác Quan thành xã An Hảo thuộc huyện Bảy Núi.
Ngày 23 tháng 8 năm 1979, huyện Bảy Núi được chia thành hai huyện Tri Tôn và Tịnh Biên, xã An Hảo thuộc huyện Tịnh Biên.
Ngày 10 tháng 4 năm 2023, thị xã Tịnh Biên được thành lập, xã An Hảo thuộc thị xã Tịnh Biên như hiện nay.
Ngày 12 tháng 6 năm 2025, Ủy ban Thường vụ Quốc hội ban hành Nghị quyết số 1654/NQ-UBTVQH15 về việc sắp xếp các đơn vị hành chính cấp xã của tỉnh An Giang. Theo đó,  toàn bộ diện tích tự nhiên, quy mô dân số của xã Tân Lập và xã An Hảo thành xã mới có tên gọi là xã Núi Cấm.